# Співаківська (пам'ятка природи)
Співаківська — ботанічна пам'ятка природи місцевого значення, розташована на західній околиці села Співаківка Новоайдарського району Луганської області. Загальна площа — 150 га.
Ботанічна пам'ятка отримала статус згідно з рішенням Луганської облради № 3/18 від 4 вересня 1998 року.
Пам'ятка природи розташована на крейдяно-мергельних породах правого берега річки Айдар і є місцем зростання петрофітно-степової рослинності. Флора представлена видами гісопу крейдяного, горицвіту весняного, сону лучного, ковили волосистої, півонії вузьколистої, ефедри двоколоскової тощо.
На заліснених ділянках можуть зустрітися гніздов'я канюка.

## Галерея

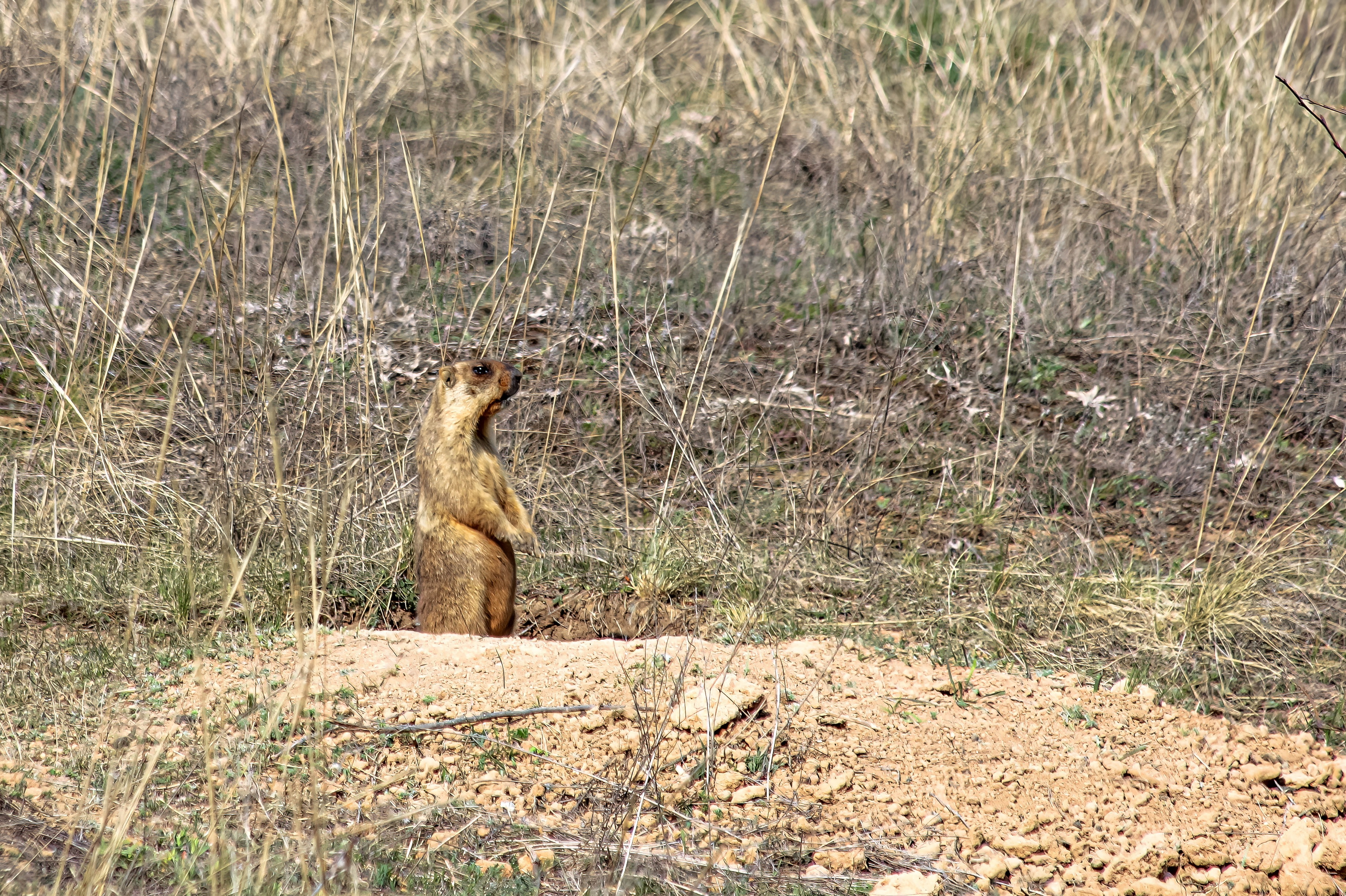
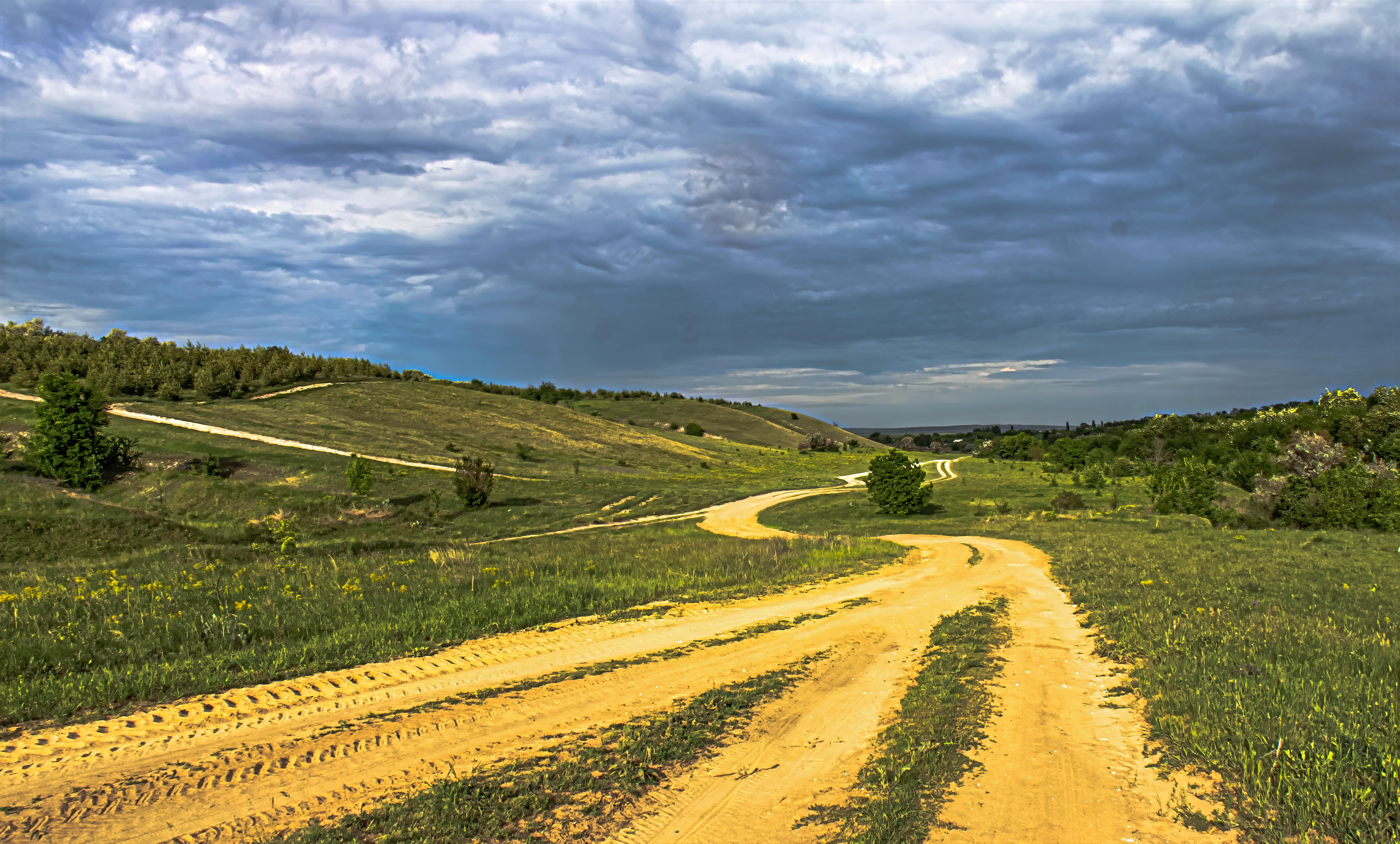
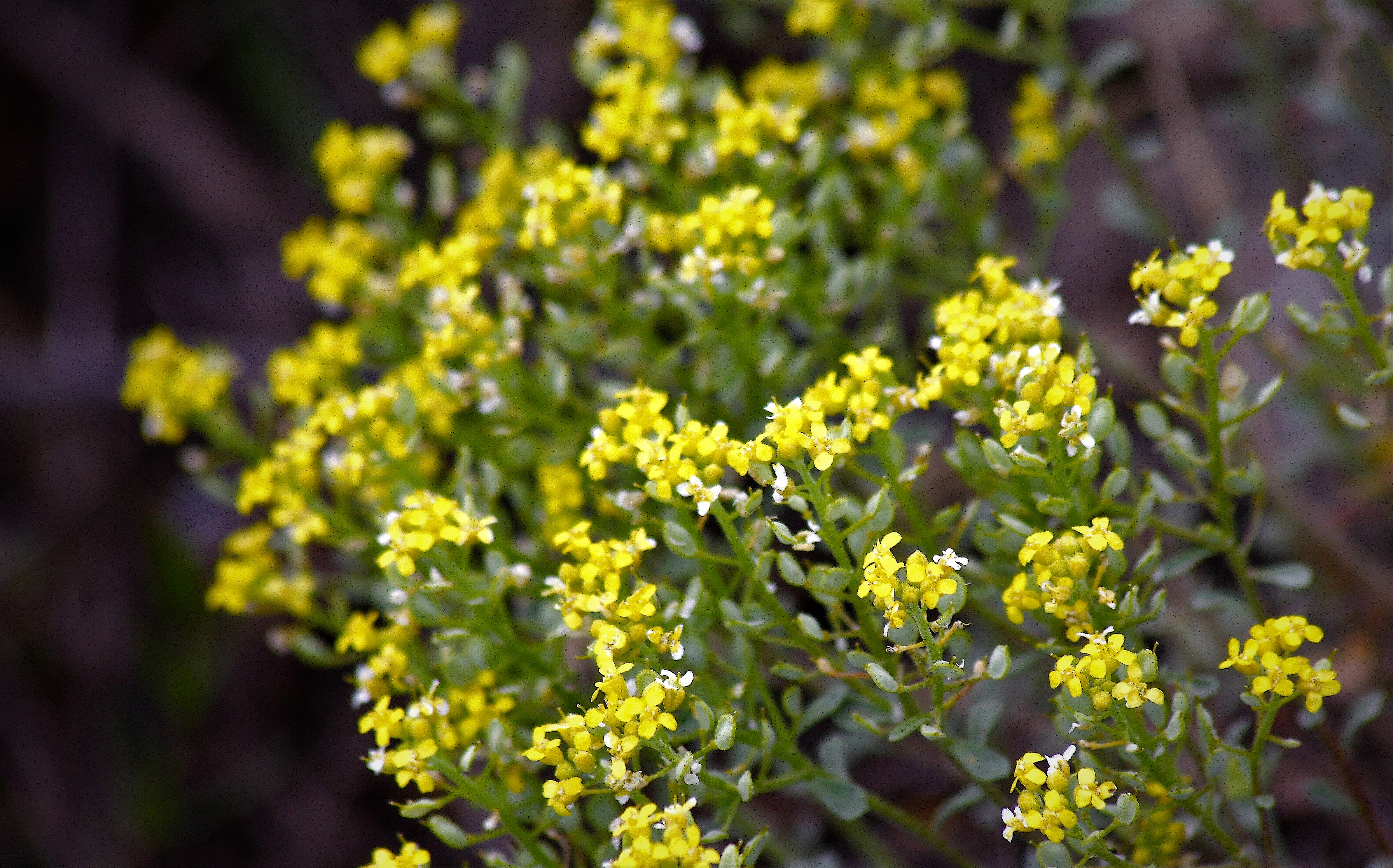
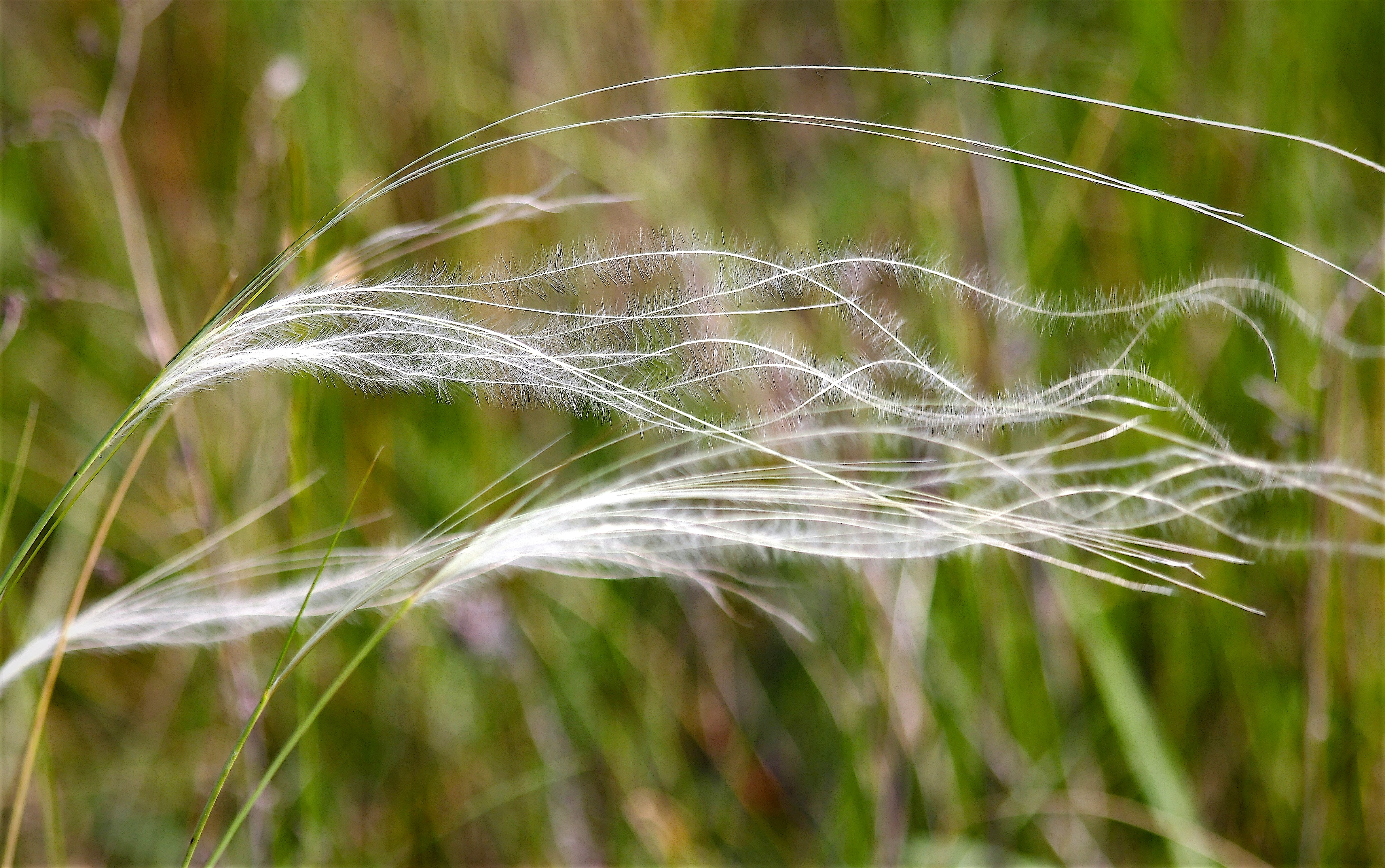